# Gregory Charles Royal

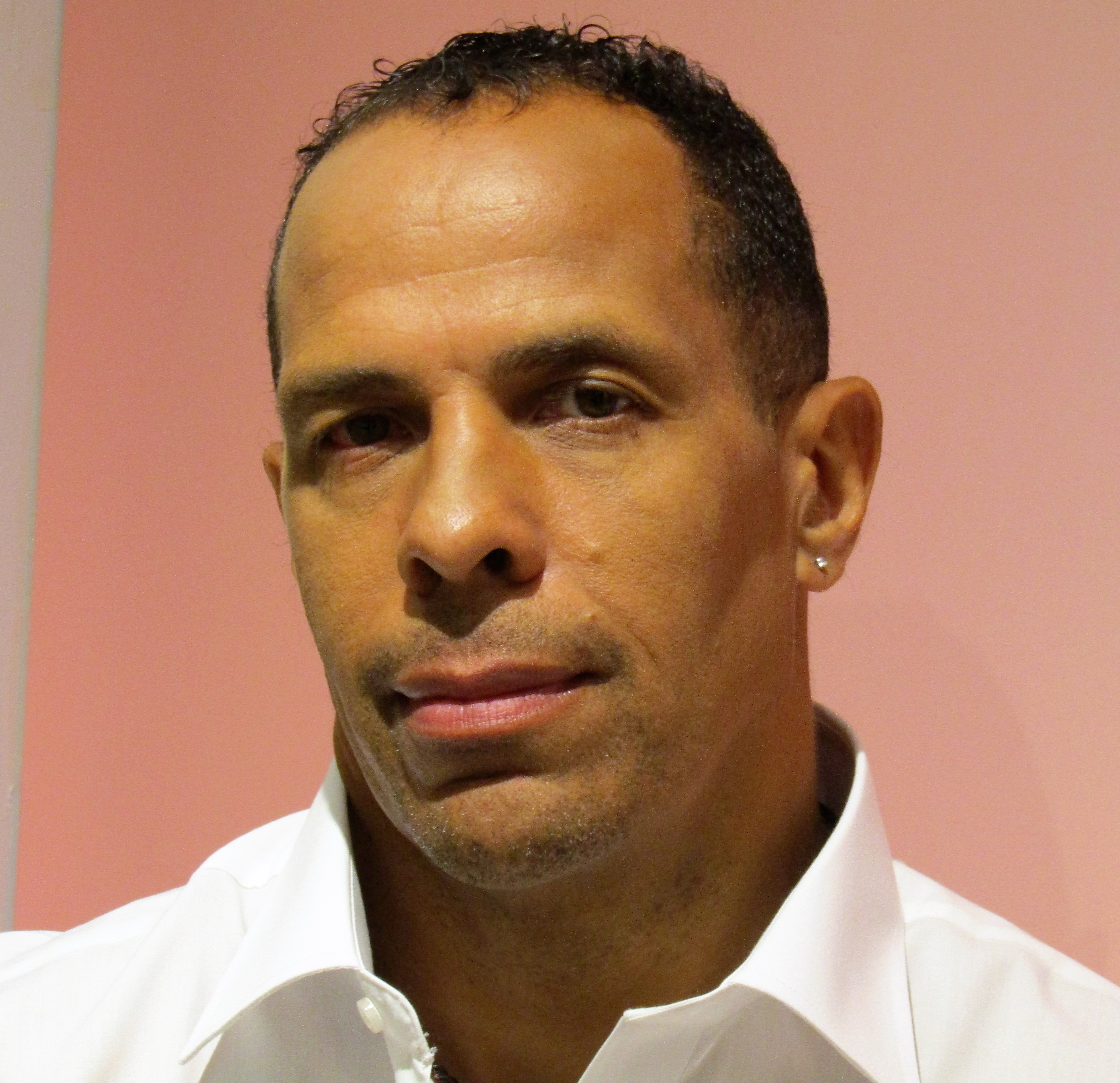
Gregory Charles Royal, 2016

Gregory Charles Royal (* 10. Oktober 1961 in Greensboro, North Carolina) ist ein US-amerikanischer Jazzposaunist und Autor von Jazz-Musicals.

## Leben und Wirken
Er ist der Sohn eines zusammen u. a. über Knochenmarktransplantation forschenden afroamerikanischen Biologenpaares George C. Royal (* 1921), Professor an der Howard University, und Gladys W. Royal (1926–2001). Er wuchs in Washington, D.C. auf und spielte als Jugendlicher Posaune im DC Youth Orchestra Program sowie in Clubs in der Stadt. Mit 15 Jahren studierte er an der Duke Ellington School of Arts. Kommilitonen waren Wallace Roney und Geri Allen, mit der er im Howard University Jazz Ensemble spielte. 1978 lud ihn Art Blakey in die Jazz Messengers ein und im selben Jahr machte er seinen Abschluss an der Howard University (Master in Jazz Studies).
1979 erschien sein Debütalbum Dream Come True mit Geri Allen und Clarence Seay (ebenfalls ein Kommilitone). 1982 wurde er von Slide Hampton unterrichtet. Er war selbst Lehrer an High Schools und spielte semiprofessionell American Football. 1989 zog er nach New York und trat dem Duke Ellington Orchestra unter Mercer Ellington bei, in dem er bis 2000 blieb.
Danach spielte er 2001 in der Art Blakey Jazz Messenger Revue im Birdland und verarbeitete dies zu seinem Musical It´s a Hardbob Life, das als Off-Broadway-Stück beim JVC Jazzfestival 2004 Premiere hatte. Die Darsteller waren alle professionelle Jazzmusiker, darunter Royal, Billy Harper, Chris Albert, Andy McCloud, Marcus Persiani und Ken Crutchfield. Daneben arbeitete er als Studiomusiker für verschiedene Fernseh- und Filmproduktionen. 2008 wurde er einer der Juroren in der TV-Castingshow America´s Hot Musician (im Kabelkanal Lifetime Real Women), bei denen Instrumentalisten gegeneinander antraten.
2009 war er einer der Kläger gegen die Gouverneurin von Alaska Sarah Palin, weil sie die Anerkennung des Juneteenth als Feiertag zur Erinnerung an afroamerikanische Emanzipation aus der Sklaverei nur zögerlich umsetzte. 2012 kam sein Off-Broadway-Stück God Doesn’t Mean You Get To Live Forever heraus, das Gospel zum Thema hat.